# Tau Delta Phi
Tau Delta Phi (ΤΔΦ) és una fraternitat nacional que va ser fundada el 22 de juny de 1910 en la ciutat de Nova York. Els seus membres són coneguts com els "Tau Delts". Des de la seva creació, dotzenes de capítols han estat fundats i milers d'homes han estat iniciats en la fraternitat. Actualment, Tau Delta Phi té 7 capítols actius i colònies que estan situades principalment en el nord-oest dels Estats Units i en els Estats Units del Sud. La fraternitat edita una revista anomenada "The Pyramid" (la piràmide).

## Fundació
Tau Delta Phi va ser fundada el 22 de juny de 1910. Al començament, va ser coneguda com una fraternitat local, fou fundada en el centre comunitari de Greenwich a Nova York com una fraternitat d'homes jueus, que d'altra manera no haurien tingut accés a altres fraternitats en aquella època. El capítol Alpha va ser iniciat el 16 de juliol de 1914. Gus Schieb i Leo Epstein van crear el capítol Beta a l'escola de dentistes de Nova York. Maxime Klaye, Samuel Klaye, Ben Gray i Mac Goldman van crear el capítol Gamma a la Universitat de Nova York (més concretament a l'escola de comerç). Aviat hi van haver una sèrie de nous capítols i nous membres. La dècada dels anys 1910 va veure un increment substancial respecte al nombre de nous membres. La piràmide va créixer i la seva expansió va seguir el seu curs des d'un nivell local fins a un nivell d'àmbit nacional.

## Fundadors
- Alexander Siegel
- Milton Goodfriend
- Maximilian Coyne
- Gus Schieb
- Leo Epstein
- Maxime Klaye
- Samuel Klaye
- Benjamin Gray
- Mac Goldman